# Gälkare
Gälkare var under medeltiden i Sverige och Norge en beteckning för kungens ombud i städerna. I Danmark var gälkaren kungens högste företrädare i Skåne.

## Etymologi
Ordet är känt i äldre nordiska skrifter som giäldkare, gälcare, gælkyræ, gælkæræ. Ursprunget är osäkert men kan vara ett lånord från fornfrisiskan och betyda ”den som är utvald till att ta emot betalning, gäld”.

## Danmark
Gældkeren var under medeltiden kungens högste företrädare i Skåne, närmast underställd drotsen. Titeln nämns första gången under senare hälften av 1100-talet i den skånska kyrkolagen. På latin betecknades ämbetet först prefectus Lundensis och från 1280-talet prefectus Scaniae. Gälkarens ansvar och befogenheter har sannolikt skiftat, men innebar bland annat skatteuppbörd och att tillsätta och avsätta fogdar. Han skulle handha löpande ärenden ”som om Kongen var nærværende”. Den siste innehavaren av ämbetet var Tuve Galen. Tuve tvingades bort 1383 sedan han i striden mellan Danmark och Sverige sökt separatfred för Skåne. Avskaffandet av ämbetet kan ses som ett försök att stärka kungamakten i Skåne.
När titeln återkommer 1492 betecknar den hövitsmannen på Helsingborgs slott.

## Norge
Gjaldkern var kungens ombud i städerna. Ämbetet tillkom omkring år 1100. Gälkaren tog upp skatt, hade ansvar inom rättsväsen, brandsyn och de flesta andra offentliga göromålen. Han samarbetade med årmannen som hade liknande uppgifter på landsbygden. När städerna växte tillkom andra företrädare för kungamakten och ansvarsområdena delades mellan gälkaren och dessa nya ämbetsmän.
Mot slutet av medeltiden blir det tydligt att gälkaren får en mellanställning mellan ett högre ombud för kungen och borgarna i staden. Han svär trohet både mot kungen och mot staden. Under andra hälften av 1300-talet ersätts titeln gälkare alltmer av beteckningen fogde, byfogd.

## Sverige
I Sverige förekommer ordet endast en gång, i Västmannalagen (ca 1300), som beteckning för kungens ombud i en stad. Det vanliga benämningen var fogde.